# Птеригопліхт чорно-білий
Птеригопліхт чорно-білий (Pterygoplichthys anisitsi) — вид риб з роду Птеригопліхт родини Лорікарієві ряду сомоподібні.

## Опис
Загальна довжина сягає 42 см. Голова доволі велика, морда дещо витягнута. З боків проходять збільшені кісткові пластинки. Очі середнього розміру, розташовані у верхній частині голови. Рот нахилено донизу, становить собою своєрідну присоску. Тулуб кремезний, вкрито кістковими пластинками. Спинний плавець великий та довгий з 1 жорстким променем. Жировий плавець маленький. Хвостове стебло звужується. Грудні плавці великі й довгі, трикутної форми. Черевні плавці коротше за грудні, проте ширші або такі ж самі. Анальний плавець маленький, більший за жировий. Хвостовий плавець витягнутий, з довгими лопатями.
Забарвлення грифельно-чорне з численними білими цятками тулубом й плавцями. 

## Спосіб життя
Є демерсальна риба. Зустрічаються в стоячих водах з бідними киснем водами. Воліє до мулистих ґрунтів, що завалені корчами. Доволі життєстійкий. Активний уночі та у присмерку. Живиться переважно синьо-зеленими, діатомовими водоростями, детритом, рідше хробаками й личинками комах.

## Розповсюдження
Мешкає у річках Парагвай, Парана, Бермехо, Уругвай.